# Cadú (brazylijski piłkarz)
Cadu, właśc. Carlos Eduardo de Fiori Mendes (ur. 31 sierpnia 1986 w Andradinie) – brazylijski piłkarz występujący na pozycji pomocnika. Od 2016 zawodnik Al-Akhaa Al-Ahli Aley.
W latach 2005–2007 grał w Porto Alegre Futebol Clube. W 2007 roku został piłkarzem czarnogórskiej drużyny Zeta Golubovci. Po dwóch latach gry w tym klubie przeniósł się do Crvenej Zvezdy.
W Super liga Srbije zadebiutował 15 sierpnia 2009 roku w meczu z FK Jagodina (3:0).